# Revue biblique
La Revue biblique est une revue française d'exégèse biblique, de sciences religieuses, d'archéologie et de philologie. Créée en 1892 par le Père Lagrange, elle est réalisée par les frères de l'ordre dominicain de l'École biblique et archéologique française de Jérusalem et publiée à Paris aux éditions Gabalda. Depuis 2016, elle est publiée par Peeters Publishers. C'est la plus ancienne revue biblique française.

## Histoire
La Revue biblique est créée en 1892 par le religieux dominicain Marie-Joseph Lagrange, qui venait de créer deux ans plus tôt l'École biblique et archéologique française de Jérusalem. Le titre initial de la revue est Revue biblique internationale. Pendant la Seconde Guerre mondiale, sous l'Occupation, la revue change de titre afin de continuer à paraître et devient Vivre et penser. Recherches d'exégèse et d'histoire, avant de reprendre son premier titre une fois la guerre terminée.

## Ligne éditoriale
La ligne éditoriale de la Revue biblique est déterminée à sa création par l'approche du Père Lagrange, qui tente de concilier l'exégèse biblique traditionnelle avec les découvertes de l'archéologie et des sciences humaines en plein essor dans la seconde moitié du XIXe siècle, et les conséquences de ces découvertes sur les lectures rationalistes de la Bible. Cela le conduit à publier dans la Revue des articles relevant de sciences profanes comme l'archéologie et la philologie en plus des textes d'exégèse pure.